# Grünflöter
Der Grünflöter (Androphobus viridis), auch als Grünrückenflöter oder Grünwippflöter bezeichnet, ist eine wenig erforschte und selten beobachtete Singvogelart aus der Familie der Australflöter (Psophodidae). Sein Verbreitungsgebiet erstreckt sich auf die Insel Neuguinea. Er ist der einzig bekannte Vertreter der Gattung Androphobus und monotypisch.

## Merkmale
Der Grünflöter erreicht eine Körperlänge von 16,5 cm. Beim Männchen sind der Oberkopf und die Oberseite dunkelgrün. Die Kopfseiten sind schwarz. Es gibt einen weißen Malarstreifen. Die Schirmfedern sind dunkelgrau. Die Oberflügeldecken sowie der Schwanz sind dunkelgrün. Kinn, Kehle und Brust sind schwarz. Die Brustseiten und die Flanken sind grün. Der Bauch ist grau. Die Iris ist dunkelbraun. Der Schnabel und die Beine sind grauschwarz. Das Weibchen ähnelt dem Männchen. Es hat jedoch grüne Kopfseiten und der Malarstreifen fehlt. Die Kehle und die Brustmitte sind grau, ebenso wie der Bauch. Die Jungvögel ähneln den Weibchen. Die Oberseite ist jedoch bei ihnen stumpfer grün und viele Federn weisen schwarze Spitzen auf. Die Unterseite ist stumpf schwarz mit einer grünlichen Tönung an den Seiten.

## Lebensraum und Verbreitungsgebiet
Der Grünflöter bewohnt weitgehend ungestörte Bergwälder in Höhenlagen von 1400 bis 2000 m in Zentral-Neuguinea, insbesondere in den Weyland Mountains (Snow Mountains), in der Nassau Range (Lake Habbema, Ibele River), in der Oranje Range (am Mount Goliath) und in der Southern Highlands Province (am Tari Gap im Hochland von Papua-Neuguinea). Er ist nur von sieben Standorten in fünf weit voneinander entfernten Bergregionen auf Neuguinea bekannt.

## Lebensweise
Über die Lebensweise des Grünflöters ist nur wenig bekannt. Er ist möglicherweise ein Standvogel. Seine Nahrung besteht aus Insekten und anderen Gliederfüßern. Er geht häufig am Boden im dichten Unterholz oder auf Zweigen in Bodennähe auf Nahrungssuche. Das Fortpflanzungsverhalten ist nicht studiert.

## Status
Der Grünflöter gilt als nicht global bedroht. Von 1994 bis 2020 wurde er von der IUCN in der Kategorie „unzureichende Datenlage“ (data Deficient) gelistet. 2021 wurde die Einschätzung auf „nicht gefährdet“ (least concern) geändert, nachdem es 2011 einen neuen Fotobeleg gegeben hat. Die Art hat ein eingeschränktes Verbreitungsgebiet und kommt in der Endemic Bird Area Central Papuan Mountains vor. Der Grünflöter wird anscheinend als selten betrachtet, dies ist jedoch möglicherweise ein Ausdruck des großen Informationsmangels über diese Art. Er tritt offenbar in geringer Dichte auf, lebt jedoch versteckt und wird deshalb wahrscheinlich übersehen, wenn er nicht singt. In den 1990er Jahren gab es Beobachtungen in Ambua, nahe Tari, Papua-Neuguinea und am Wapoga-Fluss in Papua Barat. Es gibt keine Informationen über die Größe des Verbreitungsgebiets, keine Populationsschätzungen und keine Daten über Trends oder Bedrohungen. Die Abgeschiedenheit ihres Lebensraums dürfte dazu beitragen, sie vor schädlichen menschlichen Eingriffen zu schützen.
Da der Lebensraum innerhalb des Höhengebiets der Art nahezu intakt ist, ist es sehr wahrscheinlich, dass sie im gesamten möglichen Verbreitungsgebiet zumindest lückenhaft vorkommt, was darauf schließen lässt, dass die Population wahrscheinlich nicht so klein ist, dass sie vom Aussterben bedroht ist. In ihrem Lebensraum wurden nur wenige Wälder abgeholzt. Da der Grünflöter derzeit wahrscheinlich über eine stabile, nicht sehr kleine Population verfügt, die nicht stark eingeschränkt ist, gilt er  als nicht gefährdet, obwohl er sehr schwer zu beobachten ist.
Viele Gebiete, die von der Art bewohnt werden, einschließlich steiler Berghänge, sind gegenwärtig für Holzfäller unzugänglich. Dies wird durch Satellitendaten gestützt, die darauf hinweisen, dass es nur einen geringen Waldverlust gegeben hat. Zwischen 2001 und 2019 ist die Waldfläche im möglichen Verbreitungsgebiet der Art um schätzungsweise 1,8 % zurückgegangen, was einer Bestandsabnahme von 1 % über drei Generationen entspricht. Es sind keine weiteren Bedrohungen bekannt.